# El Teular de Uris
El Teular de Uris (municipi de Cocentaina, comarca del Comtat). Empresa terrissaire, que fabricava teules i rajoles, pertanyent a la família Uris i descendents, de Cocentaina, amb la xemeneia més alta del País Valencià, de fust octogonal, amb totxets cuits, d'uns 50 m. (1926), amb forns Hoffmann de foc corregut per al procés de ceràmica. Es desmantellà a la dècada de 1980, i fou dempeus fins a la dècada de 1990, enderrocada en vendre el solar per part de Francisco i Rafael Uris Ferrándiz, i d'altres socis, on es va construir el Centre Cultural El Teular per part de l'ajuntament de Cocentaina. Se'n conserva fotografia a l'arxiu del Centre d'Estudis Contestans (làm. CIX, xemeneia núm. 121). Els descendents Sempere Ferrándiz han continuat fabricant rajoles amb empresa pròpia. D'aquests, en destaca el ceramòleg Emili Francesc Sempere Ferràndiz (Cocentaina, 17 de setembre de 1941), conegut com a Emilio Sempere, autor de diversos llibres i estudis sobre ceràmica hispànica.